# Смідинська сільська територіальна громада
Смідинська сільська територіальна громада — об'єднана територіальна громада в Україні, у Ковельському районі Волинської області. Адміністративний центр — село Смідин.
Площа громади — 161,24 км², населення — 3169 мешканців (2018).
Утворена 30 березня 2017 року шляхом об'єднання Руднянської та Смідинської сільських рад Старовижівського району.
22 грудня 2019 року до складу громади приєдналась Журавлинська сільська рада Старовижівського району.
18 грудня 2020 року до складу громади приєдналась Зачернецька сільська рада Любомильського району
Центр громади – село Смідин – одне з найбільших і найдавніших сіл Волині. Першою точною датою, коли село під назвою «Смедино» згадується в письмових джерелах, є 26 травня 1508 року. Існує декілька припущень щодо походження назви цього населеного пункту. Одні дослідники історії вважають, що назва села походить від слова «мідь». У приходському літописі записано, що в часи польського панування Смідин був місцем заслання злочинців, які тут добували мідну руду. Інші дослідники назву села виводять від імені землероба Смеда, який в далеку давнину володів землею на теренах нинішнього села.
19 липня 2020 року, в результаті адміністративно-територіальної реформи та ліквідації Любомльського та Старовижівського районів, громада повністю увійшла до складу Ковельського району

## Населені пункти
До складу громади входять 10 сіл: Журавлине, Кукуріки, Лісняки, Паридуби, Рудня, Смідин, Сьомаки, Зачернеччя, Біличі та  Високе

## Географія
Водойми на території громади: річки Кизівка, Вижівка
Розташування громади є інвестиційно привабливим, адже до контрольно-пропускного пункту «Ягодин» всього 49 км, до м. Ковель – 36 км. До автомобільного шляху міжнародного значення М 07 Київ-Ковель-Варшава всього 12 км.

## Освіта
- Опорний навчальний заклад “Загальноосвітня школа І-ІІІ ступеня с. Смідин”[5]
- Паридубівська школа-філія ОНЗ «ЗОШ І-ІІІ ступеня села Смідин»[6]
- Руднянська школа-філія ОНЗ «ЗОШ І-ІІІ ступеня села Смідин»[7]
- Загальноосвітня школа І-ІІст. с. Журавлине[8]
- Зачернецька загальноосвітня школа І-ІІ ступенів[9]
- Смідинський заклад дошкільної освіти (ясла-садок) «Малятко»[10]
- Руднянський заклад дошкільної освіти (ясла-садок) «Струмочок»[11]
- Журавлинський заклад дошкільної освіти (ясла-садок) “Журавлик”[12]
- Зачернецький заклад дошкільної освіти

## Культура

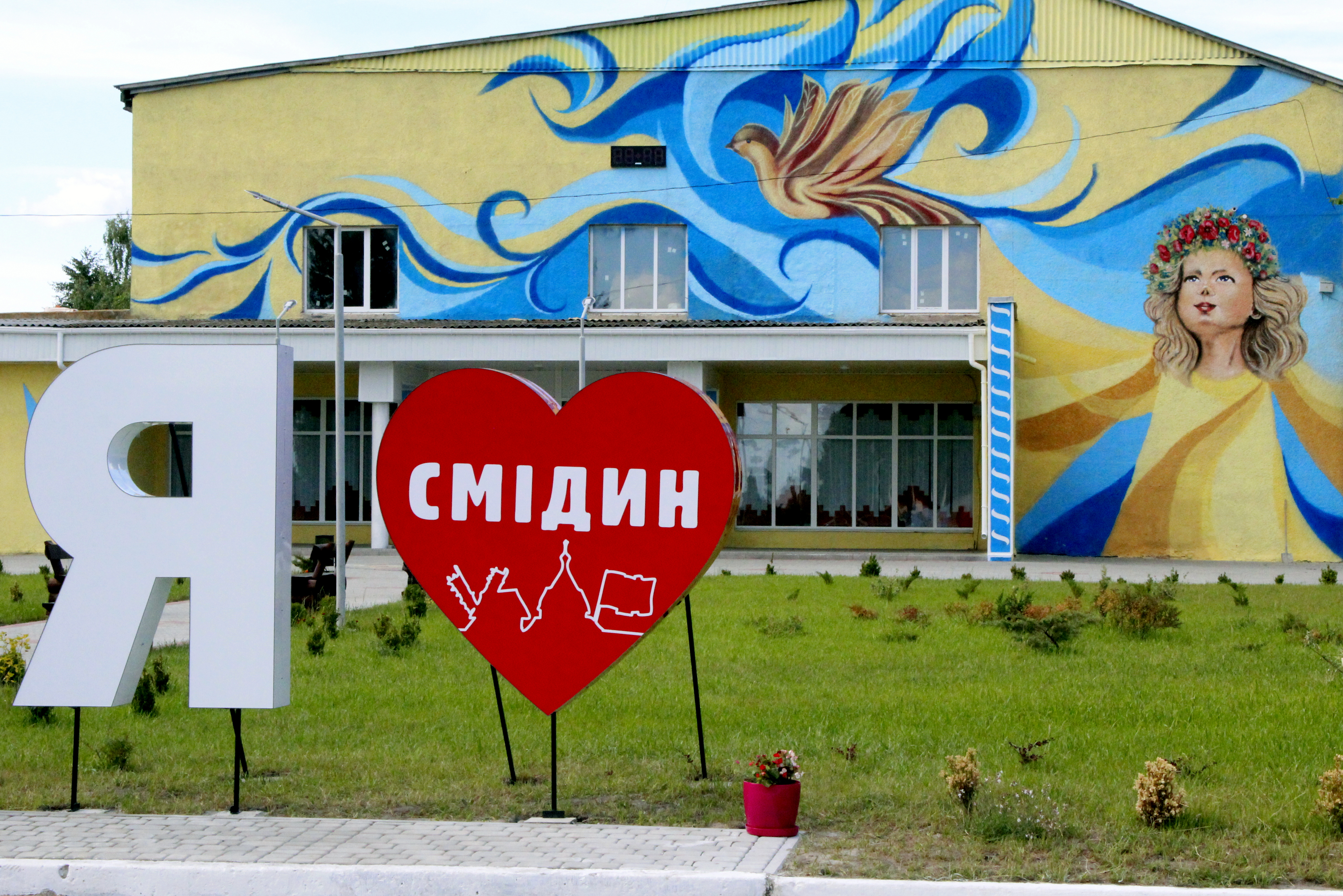

- Центр культури, дозвілля, спорту та туризму с. Смідин[13]
- Будинок культури с. Рудня[14]
- Будинок культури с. Зачернеччя[15]
- Будинок культури с. Журавлине
- Бібліотека с. Смідин[16]
- Бібліотека с. Зачернеччя[17]
- Бібліотека с. Рудня[18]
- Бібліотека с. Журавлине[19]
- “Free space” с. Журавлине[20] — це простір, де проводяться творчі вечори та заходи для різних вікових груп населення, але головна задача, це засідання молоді з метою стратегічного планування розвитку Журавлиного та Смідинської ОТГ.
- Молодіжний центр SmidynHUB[21] — це відкритий простір для роботи, відпочинку та розвитку молоді за принципами доступності та спільної відповідальності. Цей простір є одним із перших прикладів реформування державної молодіжної політики, як центр, що працює у форматі хабу.

## Соціальні послуги
Смідинська місцева пожежна охорона. Місце знаходження: с. Смідин, Грушевського, 32.
Громада належить до Ковельського госпітального округу. На території громади діють такі заклади медицини:
- Смідинська АЗПСМ;
- ФАП у селі Рудня.

## Логотип
Логотип складається з унікального графічного знака, який символізує об'єднання (громаду) та шрифтові гарнітури. Основними кольорами є жовтий та синій.
Жовтий колір – це колір хлібної ниви і меду. Синій – колір квітучих полів льону, плес ставків та річок. А маленькі кружечки по колу – це працьовиті смідинські люди, об’єднані в одну громаду.
Всі складові логотипа повинні знаходитись в певній пропорції одна від одної. Для найбільш ефективного застосування і передачі фірмового стилю можна використовувати затверджений шаблон без змін.
Важливо! У макетах логотип не можна обрізати, спотворювати і редагувати, використовувати графічні ефекти та інші кольори, окрім базових кольорів бренду.
Смідинська громада – Колиска Полісся.
Смідинська капуста - гастрономічна перлина Полісся.
В 2023 році розроблений брендку який був затверджений сесією сільської ради.

## Традиційна страва

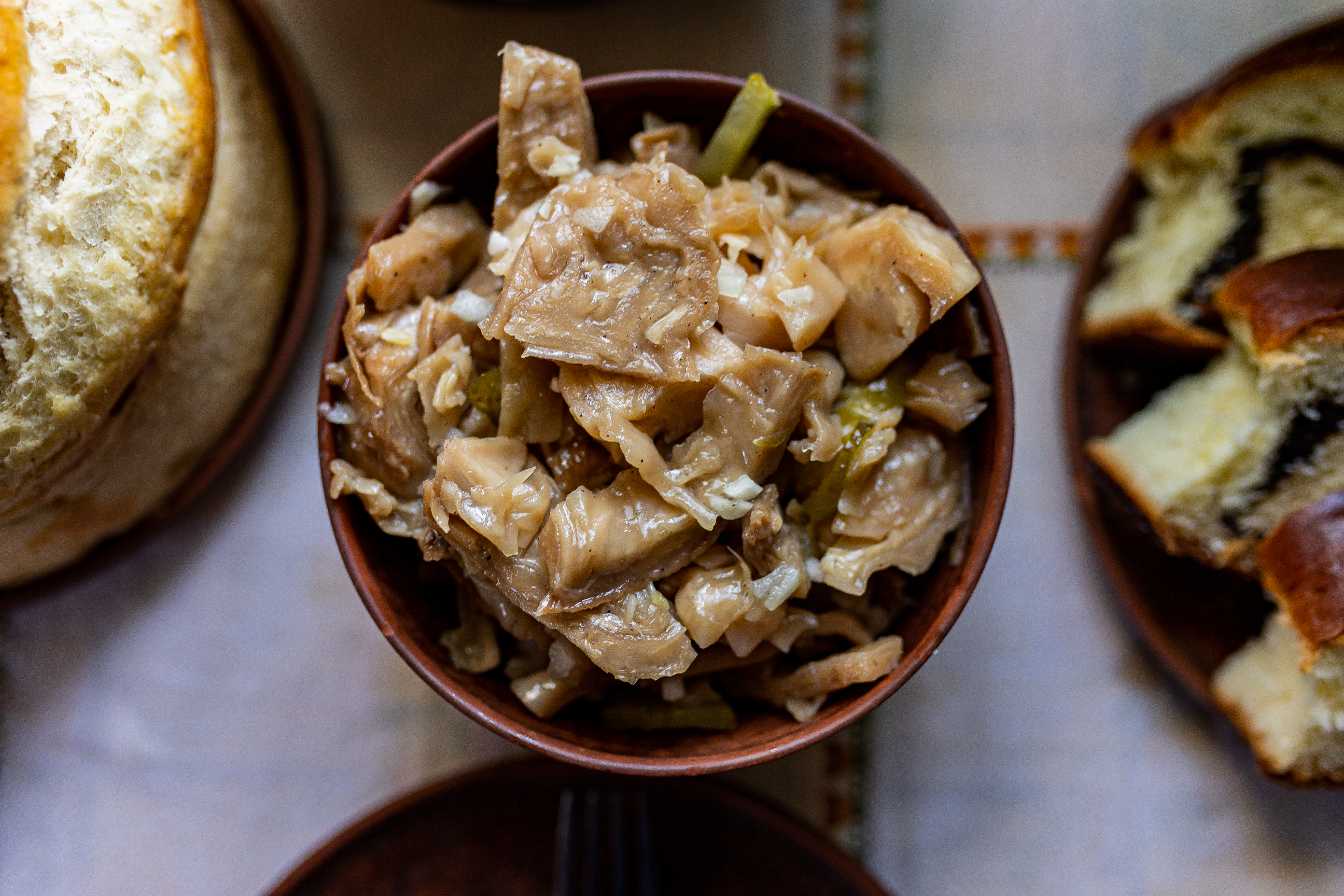

«Смідинська капуста» — печена капуста, обов'язково в печі. Розтоплюється піч, потім на черен (дерев’яне, перегоріле вугілля) кидається капуста, закривається піч та заліплюються дверцята піском та глієм. Зазвичай цей процес робиться на ніч. Вранці капусту виймають з печі та заправляють огірковим розсолом, олією, часником або заправляють цибулею.

## Громадська діяльність
Громадська організація "СМІДИН" є непідприємницьким товариством, основною метою якого не є одержання прибутку. Організація вільна у виборі напрямків своєї діяльності та діє на засадах добровільності, самоврядності, вільного вибору території діяльності, рівності перед законом, відсутності майнового інтересу її членів, прозорості, відкритості та публічності.
Місцезнаходження: Волинська обл. с. Смідин, вул. Грушевського 9